# Kuj-ku-ce
A Kuj-ku-ce (Guiguzi) (szó szerint: „Szellemvölgyi mester”) ókori kínai filozófiai mű, amely 6-7 ezer írásjegy terjedelemben taoista szellemben megfogalmazott politikai és kormányzás technikai kérdéseket boncolgat. A mű szerzőjének hagyományosan a Hadakozó fejedelemségek idején élt Vang Hszü (Wang Xu)t (王诩 / 王詡) tartják, akinek taoista neve után: „Szellemvölgyi mester” kapta a mű is a címét.